# Комелико Супериоре
Комѐлико Суперио̀ре (на италиански: Comelico Superiore; на ладински: Cumelgo d Sora, Кумелгу дъ Сора) е община в Северна Италия, провинция Белуно, регион Венето. Разположена е на 1210 m надморска височина. Населението на общината е 2264 души (към 2014 г.).
Административен център на общината е село Кандиде (Candide). Това е най-северната община в регион Венето.